# Všehrdy (kraj pilzneński)
Všehrdy – miejscowość i gmina (obec) w Czechach, w kraju pilzneńskim, w powiecie Pilzno Północ. W 2022 roku liczyła 58 mieszkańców.